# 福岡県道202号水巻芦屋線
福岡県道202号水巻芦屋線（ふくおかけんどう202ごう みずまきあしやせん）は、福岡県遠賀郡水巻町から遠賀郡芦屋町に至る一般県道である。

## 概要
遠賀郡水巻町頃末北1丁目から遠賀郡芦屋町西浜町に至る。

### 路線データ
- 起点：福岡県遠賀郡水巻町頃末北1丁目（頃末国道ランプ北交差点、国道3号交点、福岡県道203号中間水巻線終点）
- 終点：福岡県遠賀郡芦屋町西浜町（福岡県道224号芦屋港線起点）
- 総延長：5,634 m

## 路線状況

### 重複区間
- 国道495号（遠賀郡芦屋町大字山鹿・山鹿唐戸交差点 - 遠賀郡芦屋町大字山鹿・なみかけ大橋交差点）

### 道路施設

#### 橋梁
- 向田橋（江川、北九州市八幡西区 - 北九州市若松区）
- 汐入橋（汐入川、遠賀郡芦屋町）
- なみかけ大橋（遠賀川、遠賀郡芦屋町）

## 地理

### 通過する自治体
- 遠賀郡水巻町
- 北九州市（八幡西区 - 若松区）
- 遠賀郡芦屋町

### 交差する道路
| 交差する道路                    | 市町村名 | 市町村名 | 交差する場所 | 交差する場所                  |
| ------------------------------- | -------- | -------- | ------------ | ----------------------------- |
| 国道3号 福岡県道203号中間水巻線 | 遠賀郡   | 水巻町   | 頃末北1丁目  | 頃末国道ランプ北交差点 / 起点 |
| 福岡県道26号北九州芦屋線        | 北九州市 | 若松区   | 高須西2丁目  | 向田橋交差点                  |
| 国道495号 重複区間起点          | 遠賀郡   | 芦屋町   | 大字山鹿     | 山鹿唐戸交差点                |
| 国道495号 重複区間終点          | 遠賀郡   | 芦屋町   | 大字山鹿     | なみかけ大橋交差点            |
| 福岡県道224号芦屋港線           | 遠賀郡   | 芦屋町   | 西浜町       | 終点                          |

### 沿線
- 水巻町立頃末小学校
- 水巻町立水巻中学校
- 芦屋町立山鹿小学校